# باشگاه فوتبال آلمانیا آخن
باشگاه فوتبال آلمانیا آخن  (به آلمانی: Alemannia Aachen) یک باشگاه فوتبال در شهر آخن در کشور آلمان است.
این باشگاه در ۱۶ دسامبر ۱۹۰۰ تأسیس شده‌است.